# یوگنی ماکیف
یِوگِنی ولادیمیروویچ ماکیف (روسی: Евгений Владимирович Макеев؛ زاده ۲۴ ژوئیهٔ ۱۹۸۹) بازیکن فوتبال اهل روسیه است.
وی همچنین در تیم ملی فوتبال روسیه بازی کرده‌است.